# José María Mur
José María Mur Bernad (Gistaín, 17 de septiembre de 1942) es un expolítico español.
Cofundador del Partido Aragonés, el cual presidió desde 1987 hasta 2000. Fue diputado en las Cortes de Aragón en las I y II legislaturas y diputado en el Congreso de los Diputados por la provincia de Zaragoza de 1989 a 1996. En 1999 volvió a las Cortes de Aragón para ser investido presidente de las mismas. En 2003 fue designado senador autonómico hasta 2011.

## Biografía
Nació en Gistain (Huesca), el 17 de septiembre de 1942. Es Graduado social. Casado y con tres hijos.

## Carrera política
Fue Cofundador del Partido Aragonés (PAR), partido que nació a finales de 1977 y principios de 1978 a partir de la Candidatura Aragonesa Independiente de Centro (CAIC).
Comenzó su carrera política en 1983 como diputado en las Cortes de Aragón, cargo que mantuvo durante las dos primeras legislaturas autonómicas. En 1989 ocupó un escaño en el Parlamento nacional como diputado del Partido Aragonés, integrado en el Grupo Mixto, y tras las elecciones generales de 1993 renovó su acta de diputado para ocupar el único escaño conseguido por su agrupación política. Siguió de diputado hasta 1999, cuando fue candidato a la Diputación General de Aragón y elegido Presidente de las Cortes de Aragón en la V legislatura.
En julio de 1987 asumió la presidencia del Partido Aragonés Regionalista (PAR), formación política de la que José María Mur había sido cofundador. En febrero de 1990 fue reelegido presidente del Partido Aragonés Regionalista (PAR) en el VI Congreso del partido, donde se aprobó una enmienda para eliminar el calificativo 'Regionalista' del nombre del partido.
En noviembre de 1998, José María Mur opta a las primarias del Partido Aragonés (PAR) a la Diputación General de Aragón (DGA).
En junio de 1999, José María Mur es elegido diputado de las Cortes de Aragón. 
El 7 de julio de 1999 es envestido Presidente de las Cortes de Aragón. Cuenta con los votos de Partido Aragonés (PAR), PP y PSOE. Además es presidente del grupo parlamentario del Partido Aragonés.
En 2003, fue designado senador autonómico en representación de la Comunidad Autónoma de Aragón. 
En 2007, fue reelegido senador autonómico, cargo que ocupó hasta 2011. En el Senado fue presidente de la Comisión de Medio Ambiente y parte de la Comisión Permanente. 
En 2010, tras trece años como presidente de partido, José María Mur autosuspende su militancia en el Partido Aragonés (PAR) por problemas internos, entre los que se encontraba la creación de Compromiso con Aragón.

### Cargos políticos
| Cargo político                                                        | Año de comienzo | Año de cese | Predecesor                  | Sucesor               |
| --------------------------------------------------------------------- | --------------- | ----------- | --------------------------- | --------------------- |
| Presidente del Partido Aragonés                                       | 1987            | 2000        | Hipólito Gómez de las Roces | José Ángel Biel       |
| Diputado de las Cortes de Aragón (I legislatura)                      | 1983            | 1987        |                             |                       |
| Diputado de las Cortes de Aragón (II legislatura)                     | 1987            | 1991        |                             |                       |
| Diputado en el Congreso de los Diputados por la provincia de Zaragoza | 1989            | 1996        |                             |                       |
| Presidente de las Cortes de Aragón (V legislatura)                    | 1999            | 2003        | Emilio Eiroa García         | Francisco Pina Cuenca |
| Senador autonómico                                                    | 2003            | 2007        |                             |                       |

## Otros cargos
Nacido en el Alto Aragón, tras retirarse de la política activa fue nombrado en 2018 Presidente del Patronato para la celebración del Centenario del parque nacional de Ordesa y Monteperdido.